# Vasile Stîngă
Vasile Stîngă (* 21. Januar 1957 in Hunedoara, Kreis Hunedoara) ist ein ehemaliger rumänischer Handballspieler und heutiger Handballtrainer.

## Zeit als Spieler
Von 1977 bis 1989 spielte Stîngă für die erste Mannschaft von Steaua Bukarest. Mit dem Verein wurde er zehnmal rumänischer Meister (1979–1985 und 1987–1989) und zweimal Pokalsieger (1981 und 1985). 1989 erreichte Steaua zudem das Finale um den Europapokal der Landesmeister. Dort unterlag man jedoch SKA Minsk nach einem Hinspielsieg (30:24) in der Gesamtabrechnung durch eine 23:37-Niederlage in Minsk. 1989 durfte Stîngă in den Westen wechseln und schloss sich CB Avidesa Alzira an. Mit Alzira gewann er 1992 den spanischen Pokal. Im Jahre 1992 musste Stîngă nach einer schweren Knieverletzung seine Karriere beenden.
Vasile Stîngă konnte mit dem rumänischen Team sowohl bei den Olympischen Sommerspielen in Moskau 1980, als auch bei den Olympischen Sommerspielen in Los Angeles 1984 die Bronzemedaille gewinnen. Bei beiden Turnieren war Stîngă jeweils der beste Feldtorschütze im Wettbewerb. Zudem nahm er zweimal an Weltmeisterschaften teil (1978 und 1982). 1982 wurde er mit 65 Treffern Torschützenkönig. Die Anzahl der Tore stellte damals einen neuen WM-Rekord dar.
Mit der Studenten-Nationalmannschaft wurde Stîngă 1981 und 1985 Universitätsweltmeister. Er kam überwiegend im linken Rückraum zum Einsatz, konnte aber auch in die Mitte des Rückraums rücken. Trotz seiner nur relativ geringen Körpergröße von 1,88 m war er ein gefürchteter Rückraumschütze.